# Tie a Yellow Ribbon Round the Ole Oak Tree
"Tie a Yellow Ribbon Round the Ole Oak Tree" es una canción grabada por Tony Orlando and Dawn. Fue escrita por Irwin Levine y L. Russell Brown y producida por Hank Medress y Dave Appell, con la vocalista de Motown/Stax Telma Hopkins, Joyce Vincent Wilson y su hermana Pamela Vincent en los coros. Fue un éxito mundial para el grupo en 1973.

## Synopsis
La canción habla de alguien que ha "cumplido su condena" en prisión y le escribe a su amada, pidiéndole que ate una cinta amarilla alrededor del "viejo roble" frente a la casa (por donde pasará el autobús) si quiere que él regrese a su vida. Al llegar, tiene miedo de no ver nada, y le pide al conductor del autobús que lo compruebe. Para su asombro, hay 100 cintas amarillas alrededor del árbol, una señal de que es más que bienvenido. 

## Orígenes de la canción
El origen de la idea de un lazo amarillo como recuerdo puede haber sido la práctica del siglo XIX que algunas mujeres supuestamente tenían de usar un lazo amarillo en el cabello para mostrar su devoción a un esposo o novio que servía en la caballería de los EE. UU. El símbolo de un lazo amarillo se hizo ampliamente conocido en la vida civil en la década de 1970 como un recordatorio de que un ser querido ausente, ya sea en el ejército o en la cárcel, sería bienvenido a casa a su regreso.

## Posicionamiento en listas
| \| Lista (1973) \| Posición \| \| -------------- \| -------- \| \| Argentina \| 2[3] \| \| Austria \| 1[4] \| \| Bélgica \| 1[5] \| \| Noruega \| 1[6] \| \| Nueva Zelanda \| 1[7] \| \| Países Bajos \| 1[8] \| \| Reino Unido \| 1[9] \| \| Estados Unidos \| 1[10] \| |          |
| Lista (1973) | Posición |
| Argentina | 2        |
| Austria | 1        |
| Bélgica | 1        |
| Noruega | 1        |
| Nueva Zelanda | 1        |
| Países Bajos | 1        |
| Reino Unido | 1        |
| Estados Unidos | 1        |